# Kullbodåsen
Kullbodåsen är ett naturreservat som omfttar Kullbodåsens östsluttning mot Österdalälven i Älvdalens kommun i Dalarnas län.
Området är naturskyddat sedan 1996 och är 23 hektar stort. Reservatet består av gammal, klen tallskog.